# Ligne Kesennuma
La ligne Kesennuma (気仙沼線, Kesennuma-sen) est une ligne ferroviaire exploitée par la East Japan Railway Company (JR East), dans la préfecture de Miyagi au Japon. Elle relie la gare de Maeyachi à Ishinomaki à la gare de Yanaizu à Tome.

## Histoire
La ligne ouvre par étapes entre 1956 et 1977. 
La ligne a été fortement endommagée par le séisme de 2011 de la côte Pacifique du Tōhoku. La section entre Maeyachi et Yanaizu rouvre fin avril 2011. La section entre Yanaizu et Kesennuma est interrompue. Un service de remplacement avec des bus à haut niveau de service a été mis en place.
La section entre Yanaizu et Kesennuma est officiellement fermée à la circulation ferroviaire le 1er avril 2020.

## Caractéristiques

### Ligne
- Longueur : 17,5 km
- Écartement : 1 067 mm
- Nombre de voies : Voie unique

### Tracé
|  |

### Services et interconnexions
Les trains continuent sur la ligne Ishinomaki jusqu'à la gare de Kogota.

### Liste des gares

#### Section en service
| Gare             | Nom japonais | Distance (km) | Correspondances                       | Localisation |
| ---------------- | ------------ | ------------- | ------------------------------------- | ------------ |
| Maeyachi         | 前谷地       | 0             | JR East : Ishinomaki (interconnexion) | Ishinomaki   |
| Wabuchi          | 和渕         | 3,2           |                                       | Ishinomaki   |
| Nonodake (ja)    | のの岳       | 6,2           |                                       | Wakuya       |
| Rikuzen-Toyosato | 陸前豊里     | 10,3          |                                       | Tome         |
| Mitakedō         | 御岳堂       | 13,6          |                                       | Tome         |
| Yanaizu          | 柳津         | 17,5          |                                       | Tome         |

#### Section fermée
| Gare              | Nom japonais       | Distance (km) | Correspondances   | Localisation  | Localisation |
| ----------------- | ------------------ | ------------- | ----------------- | ------------- | ------------ |
| Yanaizu           | 柳津               | 17,5          |                   | Tome          |              |
| Rikuzen-Yokoyama  | 陸前横山           | 22,3          |                   | Tome          |              |
| Rikuzen-Togura    | 陸前戸倉           | 29.5          |                   | Minamisanriku |              |
| Shizugawa         | 志津川             | 33,7          |                   | Minamisanriku |              |
| Bayside Arena     | ベイサイドアリーナ | 36,1          |                   | Minamisanriku |              |
| Shizuhama         | 清水浜             | 38,2          |                   | Minamisanriku |              |
| Utatsu            | 歌津               | 42,3          |                   | Minamisanriku |              |
| Rikuzen-Minato    | 陸前港             | 44,9          |                   | Minamisanriku |              |
| Kurauchi          | 蔵内               | 46,7          |                   | Kesennuma     |              |
| Rikuzen-Koizumi   | 陸前小泉           | 48,7          |                   | Kesennuma     |              |
| Motoyoshi         | 本吉               | 51,5          |                   | Kesennuma     |              |
| Koganezawa        | 小金沢             | 54,6          |                   | Kesennuma     |              |
| Ōya-Kaigan        | 大谷海岸           | 58,3          |                   | Kesennuma     |              |
| Rikuzen-Hashikami | 陸前階上           | 61,6          |                   | Kesennuma     |              |
| Saichi            | 最知               | 63,3          |                   | Kesennuma     |              |
| Matsuiwa          | 松岩               | 65,6          |                   | Kesennuma     |              |
| Minami-Kesennuma  | 南気仙沼           | 68,3          |                   | Kesennuma     |              |
| Fudōnosawa        | 不動の沢           | 69,6          |                   | Kesennuma     |              |
| Kesennuma         | 気仙沼             | 72,8          | JR East : Ōfunato | Kesennuma     |              |